# Giorgio Scerbanenco

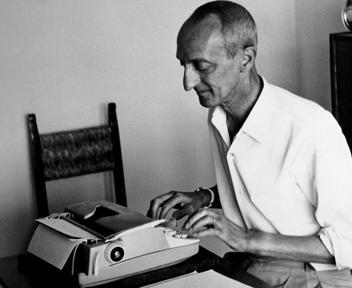
Giorgio Scerbanenco

Giorgio Scerbanenco (Geburtsname Vladimir Šerbanenko, russisch Владимир Щербаненко, ukrainisch Володимир Щербаненко) (* 28. Juni 1911 in Kiew; † 27. Oktober 1969 in Mailand) war ein italienischer Schriftsteller und Journalist ukrainischer Herkunft, der als bedeutender Vertreter des italienischen Kriminalromans (Giallo) gilt.

## Biografie

### Leben und literarisches Werk
Giorgio Scerbanenco wurde 1911 in Kiew als Sohn eines ukrainischen Latein- und Griechischlehrers und einer Italienerin geboren. Beim Ausbruch der Russischen Revolution flüchtete seine Mutter mit ihm zunächst in ihre Heimatstadt Rom. Beide kehrten 1919 in die Ukraine zurück, wo sie erfahren mussten, dass der im zaristischen Staatsdienst stehende Vater während der Revolution als vermeintlicher „Konterrevolutionär“ von Studenten erschossen worden war. Nach mehrjährigem Aufenthalt in einem Flüchtlingslager in Odessa wanderten beide 1927 endgültig nach Mailand aus. Nach dem Tod der Mutter zwei Jahre später war Scerbanenco aus wirtschaftlicher Not gezwungen, die Schule abzubrechen, ohne jemals die Grundstufe abgeschlossen zu haben. In der Folgezeit arbeitete er unter anderem als Dreher, Rettungsfahrer und Buchhalter. Scerbanenco heiratete 1930, aber seine Ehe geriet bald nach der Geburt des zweiten Sohnes in eine Krise.
Nach der Trennung sicherten ihm Anfang der 1930er Jahre Tätigkeiten als Korrektor, Reporter und Redakteur bei seinerzeit bedeutenden Frauenzeitschriften den Lebensunterhalt: 1931 veröffentlichte er in einer Zeitschrift die erste Erzählung, seit 1934 arbeitete er hauptberuflich als Journalist. Von 1931 bis 1943 schrieb er für die Frauenmagazine Piccola und Novella Fortsetzungsromane, überwiegend Liebesromane.
Ab 1940 begann Scerbanenco, unter Pseudonymen Heftromane für die Reihe Supergiallo Mondadori zu verfassen. In seinem ersten Kriminalroman Sei giorni di preavviso ("Mit sechs Tagen Vorankündigung") von 1941 erfand er die Figur Arthur Jelling, der Archivar bei der Polizei in Boston ist. Neben drei weiteren Arthur Jelling-Romanen schrieb Scerbanenco während des Zweiten Weltkriegs einige Artikel für den Corriere della Sera. Obwohl er Italienisch als seine Muttersprache ansah, litt er darunter, als „Fremder“ wahrgenommen zu werden. Nach dem Waffenstillstand von Cassibile am 8. September 1943 fand er in der Schweiz Zuflucht. In dieser Zeit entstanden Romane, die von seiner düsteren Stimmung geprägt waren. Trotz offensichtlich schwieriger Lebensumstände setzte er seine Arbeit bei der italienischen Zeitschrift Novelissima fort, bevor er nach seiner Rückkehr nach Italien 1945 zusammen mit Angelo Rizzoli die wöchentliche Frauenzeitschrift Bella gründete und außer dieser bis in die sechziger Jahre auch das Frauenmagazin Novella leitete. Des Weiteren arbeitete er für die Wochenzeitschrift Annabella, für die er einige Erzählungen und Fortsetzungsromane schrieb und die Leserbriefrubrik La posta di Adrian betreute, die sich bei dem weiblichen Publikum großer Beliebtheit erfreute. Neben den Kriminalromanen, die in La Stampa und der Sonntagsausgabe des Corriere della Sera gedruckt wurden, schrieb Scerbanenco zahlreiche Kinodrehbücher. Zu Beginn der sechziger Jahre zog er mit seiner neuen Lebensgefährtin, mit der er zwei Töchter hatte, nach Lignano Sabbiadoro.
Schriftstellerischen Erfolg und literarische Anerkennung erntete Scerbanenco mit den etwa zeitgleich entstandenen Kriminalromanen um den jungen Arzt Duca Lamberti, der nach Entzug der Approbation zu drei Jahren Gefängnis verurteilt wurde, weil er einer todkranken Frau aktive Sterbehilfe geleistet hatte. Der entlassene Lamberti wird Privatdetektiv, der mit dem Mailänder Polizeipräsidium in der Via Fatebenefratelli zusammenarbeitet, vor allem mit dem aus Sardinien stammenden Kommissar Carrua. Die Duca Lamberti-Romane, deren erster Titel Venere privata (Das Mädchen aus Mailand, auch: Leichte Mädchen sterben schwerer) 1966 erschien, bescherten ihrem Autor nicht zuletzt dank mehrerer Verfilmungen internationale Reputation. Für Traditori di tutti (Die Verratenen, auch: Doppelt gekillt hält besser / Tod den Verschwörern), den zweiten Duca-Lamberti-Roman, erhielt Scerbanenco 1968 den bedeutenden französischen Literaturpreis Grand prix de littérature policière in der Kategorie „Bester ausländischer Roman“.
Giorgio Scerbanenco starb im folgenden Jahr auf dem Höhepunkt seines literarischen Schaffens in Mailand an einem Herzinfarkt.

### Wirkung
Giorgio Scerbanenco hat sich als außerordentlich fruchtbarer und vielseitiger Schriftsteller in unterschiedlichen Gattungen erzählender Literatur bewegt: Western, Science Fiction, Liebesroman, auch wenn der Kriminalroman seinen Ruf als einer der bedeutendsten Autoren dieses Genre begründete. Bis zum Ende der 1970er Jahre galt er als ungekrönter König unter den italienischen Krimischriftstellern und als padre del noir all’italiana, als „Vater des italienischen Roman noir“. Als einer der Ersten benutzte er direkte Sprache, um Verbrecherjargon und -milieu auszudrücken und zu beschreiben, seinen Stil kennzeichnen Dialoge, Aktion und Interaktion der Protagonisten sowie unvermutete Wendungen der Handlung. Scerbanenco gelingt es, mit Natürlichkeit eine Atmosphäre zu erzeugen, eine bestimmte Stimmung ohne ausführliche Beschreibungen: die Handlungen prägt ein schnörkel- und erbarmungsloser Ablauf, ohne Selbstgefälligkeiten oder Gefühlsausbrüche. Seine Charaktere wirken authentisch, wenn sie, gequält von ihren Gefühlen, zittern, lieben, hassen und auf wenigen Seiten sterben.
Scerbanencos Romane und Kurzgeschichten lassen sich heute noch wie ein bewegender und bitterer Querschnitt des Italien der sechziger Jahre lesen, indem sie ein unbequemes, verkommenes Bild enthüllen, vor dem man sich fürchtet, es ernüchternd wahrzunehmen, und das weit entfernt von dem in der Erinnerung geschönten und glänzenden Italienbild ist, das oft von den Jahren des damaligen italienischen Wirtschaftsboom gezeichnet wird: „Giorgio Scerbanenco berichtet von den Widersprüchen Italiens, wie sie auch heute, dreißig Jahre später, noch immer bestehen: dem Italien der armen Schlucker, der Außenseiter, der Durchgedrehten und der Gleichgültigen; dem Italien einer neuen und absurd brutalen Kriminalität, die keine Furcht und keine Scham kennt; dem Italien der politischen Deckungsmanöver und der Vertuschung.“ (Carlo Lucarelli) „So gesehen können Scerbanencos beste Romane wie seine Biographie gelesen werden: sie sind voller unerwarteter Wendungen, geprägt von einem unbestechlichen Charakter, und mit einem Happy End, in dem sich Triumph und Bitternis die Waage halten“.

## Werke

### „Duca-Lamberti“-Romane
- Venere privata, Garzanti, Mailand 1966. Dt.: Leichte Mädchen sterben schwerer, Scherz, Bern und München, 1969. Neuauflage unter dem Titel Das Mädchen aus Mailand, Folio, Wien-Bozen 2018
- Traditori di tutti, Garzanti, Mailand 1966. Dt.: Doppelt gekillt hält besser, Scherz, Bern und München 1969. Neuauflagen unter dem Titel Tod den Verschwörern, Piper, München 1990, Die Verratenen, Kremeyer & Scheriau, Wien 2002, sowie Verräter und Verratene, Folio, Wien-Bozen 2020
- I ragazzi del massacro, Garzanti, Mailand 1968. Dt.: Mord stand nicht im Stundenplan, Scherz, Bern und München, 1971. Neuauflage unter dem Titel Der lombardische Kurier. Nachwort Thomas Wörtche. Übersetzt von Christiane Rhein. Folio, Wien-Bozen 2019
- I milanesi ammazzano al sabato, Garzanti, Mailand 1969. Dt.: Ein pflichtbewusster Mörder. Nachwort Gianrico Carofiglio. Übersetzt von	Christiane Rhein. btb, München 2004

### „Nuovo-Messico“-Romane
- Il grande incanto (Mailand: Rizzoli, 1948)
- La mia ragazza di Magdalena (Mailand: Rizzoli, 1949)
- Luna messicana (Mailand: Rizzoli, 1949)
- Innamorati (Mailand: Rizzoli, 1951; alternativer Titel: Rossa, Palermo: Sellerio)

### Andere Romane
- Gli uomini in grigio (1935)
- Il terzo amore (Mailand: Rizzoli, 1938)
- Il paese senza cielo (Rom: Alberti, 1939)
- Sei giorni di preavviso (Mailand: Mondadori, 1940)
- La bambola cieca (Mailand: Mondadori, 1941)
- Nessuno è colpevole (Mailand: Mondadori, 1941)
- L'amore torna sempre (Mailand: Sacse, 1941)
- Oltre la felicità (Mailand: Sacse, 1941)
- Quattro cuori nel buio (Mailand: Sacse, 1941)
- È passata un'illusione (Mailand: Sacse, 1942)
- Il cane che parla (Mailand: Mondadori, 1942)
- Cinema delle ragazze (1942)
- Fine del mondo (1942)
- Infedeli innamorati (1942)
- L'antro dei filosofi (Mailand: Mondadori, 1942)
- Cinque in bicicletta (Mailand: Mondadori, 1943)
- Il bosco dell'inquietudine (1943)
- Si vive bene in due (Mailand: Mondadori, 1943)
- La notte è buia (1943)
- L'isola degli idealisti (1942)
- Viaggio in Persia (1942)
- Tecla e Rosellina (1944; Palermo: Sellerio, 2007)
- Il mestiere di uomo (1944; Turin: Aragno 2006)
- Annalisa e il passaggio a livello (1944; Palermo: Sellerio 2007)
- Lupa in convento (Theoria, 1944)
- Johanna della foresta (Mailand: Rizzoli, 1945)
- Le spie non devono amare (Mailand: Garzanti, 1945)
- Luna di miele (Mailand: Baldini & Castoldi, 1945)
- Non rimanere soli (B.Gnocchi, 1947)
- Ogni donna è ferita (Mailand: Rizzoli, 1947)
- Quando ameremo un angelo (Mailand: Rizzoli, 1948)
- La sposa del falco (Mailand: Rizzoli, 1949)
- Luna messicana (Mailand: Rizzoli, 1949)
- Al mare con la ragazza (Mailand: Garzanti, 1950)
- Anime senza cielo (Mailand: Rizzoli, 1950)
- I giorni contati (Mailand: Rizzoli, 1952)
- Il fiume verde (Mailand: Rizzoli, 1952, Fortsetzungsroman aus Annabella, Jahrgang 1952)
- Il nostro volo è breve (Mailand: Rizzoli, 1952, Fortsetzungsroman aus Annabella, Jahrgang 1951)
- Amata fino all'alba (Mailand: Rizzoli, 1953)
- Appuntamento a Trieste (Mailand: Rizzoli, 1953)
- Uomini e colombe (Mailand: Rizzoli, 1953, Fortsetzungsroman aus Annabella, Jahrgang 1953)
- Desidero soltanto (Mailand: Rizzoli, 1954, Fortsetzungsroman aus Annabella, Jahrgang 1953)
- La mano nuda (Mailand: Rizzoli, 1954)
- Mio adorato nessuno (Mailand: Rizzoli, 1955)
- I diecimila angeli (Mailand: Rizzoli, 1956)
- La ragazza dell'addio (Mailand: Rizzoli, 1956)
- Via dei poveri amori (Mailand: Rizzoli, 1956)
- Cristina che non visse (Mailand: Rizzoli, 1957)
- Elsa e l'ultimo uomo (Mailand: Rizzoli, 1958)
- Europa molto amore (Mailand: Garzanti, 1958, Fortsetzungsroman aus Annabella)
- Il tramonto è domani (Mailand: Rizzoli, 1958)
- Noi due e nient'altro (Mailand: Rizzoli, 1959)
- Viaggio di nozze in grigio (Mailand: Rizzoli, 1961)
- La sabbia non ricorda (Mailand: Rizzoli, 1963)
- Il cavallo venduto (Mailand: Rizzoli, 1963)
- L'anaconda (La Tribuna, 1967)
- Al servizio di chi mi vuole (Mailand: Longanesi, 1970)
- Le principesse di Acapulco (Mailand: Garzanti, 1970)
- Ladro contro assassino (Mailand: Garzanti, 1971)
- Né sempre né mai (Mailand: Sonzogno, 1974)
- Dove il sole non sorge mai (Mailand: Garzanti, 1975)
- Romanzo rosa (Mailand: Rizzoli, 1985)

### Erzählungen und Sammlungen
- Voce di Adrian (Mailand: Rizzoli, 1956)
- Milano Calibro 9 (Mailand: Garzanti, 1969), darin:
  - In pineta si uccide meglio. Deutsch: Eduard hätte es genauso gemacht.
- Il centodelitti (Mailand: Garzanti, 1970)
- I sette peccati capitali e le sette virtù capitali (Mailand: Rizzoli, 1974)
- La notte della tigre (Mailand: Rizzoli, 1975)
- I sette peccati capitali e le sette virtù capitali la notte della tigre (Mailand: Rizzoli, 1977)
- L'ala ferita dell'angelo (Mailand: Rizzoli, 1976)
- La vita in una pagina (Mailand: Mondadori, 1989)
- Il falcone e altri racconti inediti (Mailand: Frassinelli, 1993)
- Il Cinquecentodelitti (Mailand: Frassinelli, 1994)
- Cinque casi per l'investigatore Jelling (Mailand: Frassinelli, 1995)
- Millestorie (Mailand: Frassinelli, 1996)
- Storie dal futuro e dal passato (Mailand: Frassinelli, 1997)
- Basta col cianuro (Cartacanta, 2000)
- Uccidere per amore (Palermo: Sellerio, 2002)
- Racconti neri (Mailand: Garzanti, 2005)
- Uomini Ragno (Palermo: Sellerio, 2006)
- Annalisa e il passaggio a livello (Palermo: Sellerio, 2007)

### Autobiografische Erzählung
- Io, Vladimir Scerbanenko (Mailand: Garzanti, 1966)

### Deutsche Übersetzungen

#### „Duca Lamberti“-Romane
- Das Mädchen aus Mailand. Originaltitel: Venere privata. Aus dem Italienischen von Christiane Rhein. Kremayr & Scheriau, Wien 2001.

frühere Übersetzung: Leichte Mädchen sterben schwer. Aus dem Italienischen von Eva Schönfeld. Scherz, Bern/München/Wien 1969.
- Die Verratenen. Originaltitel: Traditori di tutti. Aus dem Italienischen von Christiane Rhein. Kremayr & Scheriau, Wien 2002.

frühere Übersetzung: Doppelt gekillt hält besser. Aus dem Italienischen von Eugen Haas. Scherz, Bern/München/Wien 1969 (auch als Tod den Verschwörern. Piper, München 1990).
- Der lombardische Kurier. Originaltitel: I ragazzi del massacro. Kremayr & Scheriau, Wien 2002; NA Folio, Wien/Bozen 2019

frühere Übersetzung: Mord stand nicht im Stundenplan. Aus dem Italienischen von Eugen Haas. Scherz, Bern/München/Wien 1971.
- Ein pflichtbewusster Mörder. Originaltitel: I milanesi ammazzano al sabato. btb, München 2004.

frühere Übersetzung: In Mailand mordet man samstags. Aus dem Italienischen von Heinz Kausträter. Rowohlt, Reinbek bei Hamburg 1977.

#### Weitere Übersetzungen
- Zu reich zum Leben (Luciana ist verschwunden, Originaltitel L'antro dei filosofi)
- Venedig sehen und sterben (Originaltitel La sabbia non ricorda)
- Mailand wird wieder aufgebaut (Science Fiction) (Originaltitel Il cavallo venduto)
- Stirb bei tiefgekühlten Fischen / Die Signorina ohne Revolver (Kriminalstories) (Originaltitel Milano calibro 9)
- Amore ohne Gnade / Schöner Gigolo, toter Gigolo / Das Beste vom Bösen / Eine feine Dame / Von Beruf: Verbrecher / Rififi auf Italienisch (alles übersetzte Teilausgaben aus Il centodelitti)
- An einem kühlen Tag um fünf (Originaltitel Ladro contro assassino)
- Beerdigung auf italienisch (Mit den Augen einer Toten, Originaltitel Al mare con la ragazza)
- Todsünden: abgründige Geschichten von Tugend und Laster (Originaltitel I sette peccati e le sette virtú capitali)
- Die Nacht des Tigers (Originaltitel La notte della tigre)

## Verfilmungen
- Cran d'arrêt (Frankreich/Italien 1969, nach Venere privata)
- I ragazzi del massacro (Italien 1969)
- Das Grauen kam aus dem Nebel (La Morte Risale a ieri sera) (Italien/Deutschland 1970, Regie: Duccio Tessari, nach I Milanesi ammazano al sabato)
- Milano Kaliber 9 (Milano calibro 9) (Italien 1972, Regie: Fernando Di Leo, nach Milano Calibro 9).
- Bewaffnet und gefährlich / Dirty Devils (Liberi armati pericolosi) (Italien 1976, Regie: Romolo Guerrieri, nach Milano Calibro 9)
- Centodelitti (TV-Miniserie, Italien 1978, Regie: Alberto Sironi)
- La ragazza dell'addio (TV-Miniserie, Italien 1984, Regie: Daniele D’Anza)
- ¡Dispara! (Spanien 1993, Regie: Carlos Saura, italienisch Spara che ti passa, nach Milano Calibro 9)

## Dokumentarfilm
Der Regisseur Stefano Giulidori hat 2006 das Dokuspiel Scerbanenco by Numbers über Scerbanencos Leben mit Interviews und Zeitzeugen gedreht, das in einer 30-minütigen Fassung auf dem Noir in Festival in Courmayeur gezeigt wurde.

## Hörspieladaptionen
- Das Mädchen aus Mailand (MDR 2005, Regie: Leonhard Koppelmann)
- Die Verratenen (MDR 2006, Regie: Leonhard Koppelmann)
- Der lombardische Kurier (MDR 2006, Regie: Leonhard Koppelmann)
- Ein pflichtbewusster Mörder (MDR 2006, Regie: Leonhard Koppelmann)

## Sonstiges
Der Verlag Garzanti hat 2007 eine Anthologie von Erzählungen einiger der bekanntesten italienischen Krimi-noir-Autoren unter dem Titel Il ritorno del Duca (Ducas Rückkehr) veröffentlicht, die Duca Lamberti, Scerbanencos bekanntester Figur, gewidmet ist.
2018 wurde ein Asteroid nach Giorgio Scerbanenco benannt: (49441) Scerbanenco.